# Горбуново (Томская область)
Горбуново (сиб. 
Угурлуч-аул) — упразднённая в 1972 году деревня в Томском районе Томской области. Располагалась на территории современного Моряковского сельского поселения.

## География
Стояла на острове Лабазин реки Томь.

## История
Первые упоминания относятся к началу XVII века.
На 1897 год входила в состав Эуштинской волости.
Обозначена на карте Томской губернии 1920 года как Горбуновы Юрты.
На 1926 год в составе Томского района Томского округа Сибирского края.
Официально прекращена к учёту как населенный пункт с 20.07.1972.

## Население
Изначально в деревне проживали эуштинские татары. В 1897 году проживало 96 человек из них 81 татары и 15 русские. В 1926 году состояла из 38 хозяйств, основным населением стали — русские.

## Инфраструктура
Было развито сельское хозяйство. В 1926 году состояла из 38 хозяйств.